# 소니 뮤직 마케팅 유나이티드
주식회사 소니 뮤직 마케팅 유나이티드(일본어: 株式会社ソニー・ミュージックマーケティングユナイテッド 가부시키가이샤 소니 뮤짓쿠 마케팅구 유나이티도[*], 영어: Sony Music Marketing United Inc.)는 소니 뮤직 엔터테인먼트(SMEJ) 산하의 음악·영상 작품의 기획·판매회사다. 소니 뮤직 공식 사이트와 소니 뮤직 그룹 공식 SNS 계정을 운영하고 있다.

## 연혁
- 2001년 10월 1일: 회사 설립